# Congregações Reformadas Antigas (1907-1948)
As Congregações Reformadas Antigas (CRA) (em Holandês: Oud Gereformeerde Gemeenten) formaram uma denominação reformada na Holanda, em 1907, por igrejas anteriormente vinculadas às Congregações Ledeborianas (CL), quando estas decidiram se unir à Igreja Reformada sob a Cruz (IRC) para formas as Congregações Reformadas (CR). Um grupo minoritário dentro das CL recusou a fusão e fundou as CRA no mesmo ano. Em 1948, as CRA se uniram à Federação das Congregações Reformadas Antigas para formar as atuais Congregações Reformadas Antigas na Holanda 

## História
Em 1907, a Igreja Reformada sob a Cruz se uniu às Congregações Ledeborianas para formar as atuais Congregações Reformadas. 
Dois grupos de igrejas da IRC também recusaram a segunda fusão e formaram novas denominações. O primeiro grupo formou, em 1907, as Congregações Reformadas Antigas (CRA). 
Em 1922, outro grupo de igrejas que ficou fora das fusões formou a Federação das Congregações Reformadas Antigas (FCRA). 
Em 1948, as CRA e a FCRA se uniram e formaram as atuais Congregações Reformadas Antigas na Holanda.